# Prosopocera subbicincta
Prosopocera subbicincta là một loài bọ cánh cứng trong họ Cerambycidae.